# 2014 en basket-ball
Chronologie du basket-ball
2013 en basket-ball - 2014 en basket-ball - 2015 en basket-ball
Les faits marquants de l'année 2014 en basket-ball

## Événements

### Février
- 9 février : finale de la Coupe d'Italie de basket-ball au Mediolanum Forum à Assago
- 16 février : All-Star Game NBA

### Mars
- 7 et 8 mars : Tournois qualificatifs de la 39e édition de la Coupe d'Europe des clubs de basket-ball en fauteuil roulant. Plusieurs poules sont organisées en France : à Toulouse pour la 1re division (poule C), à Meylan-Grenoble (Gières) et Bordeaux pour la 2e division (poules B et C)

### Avril

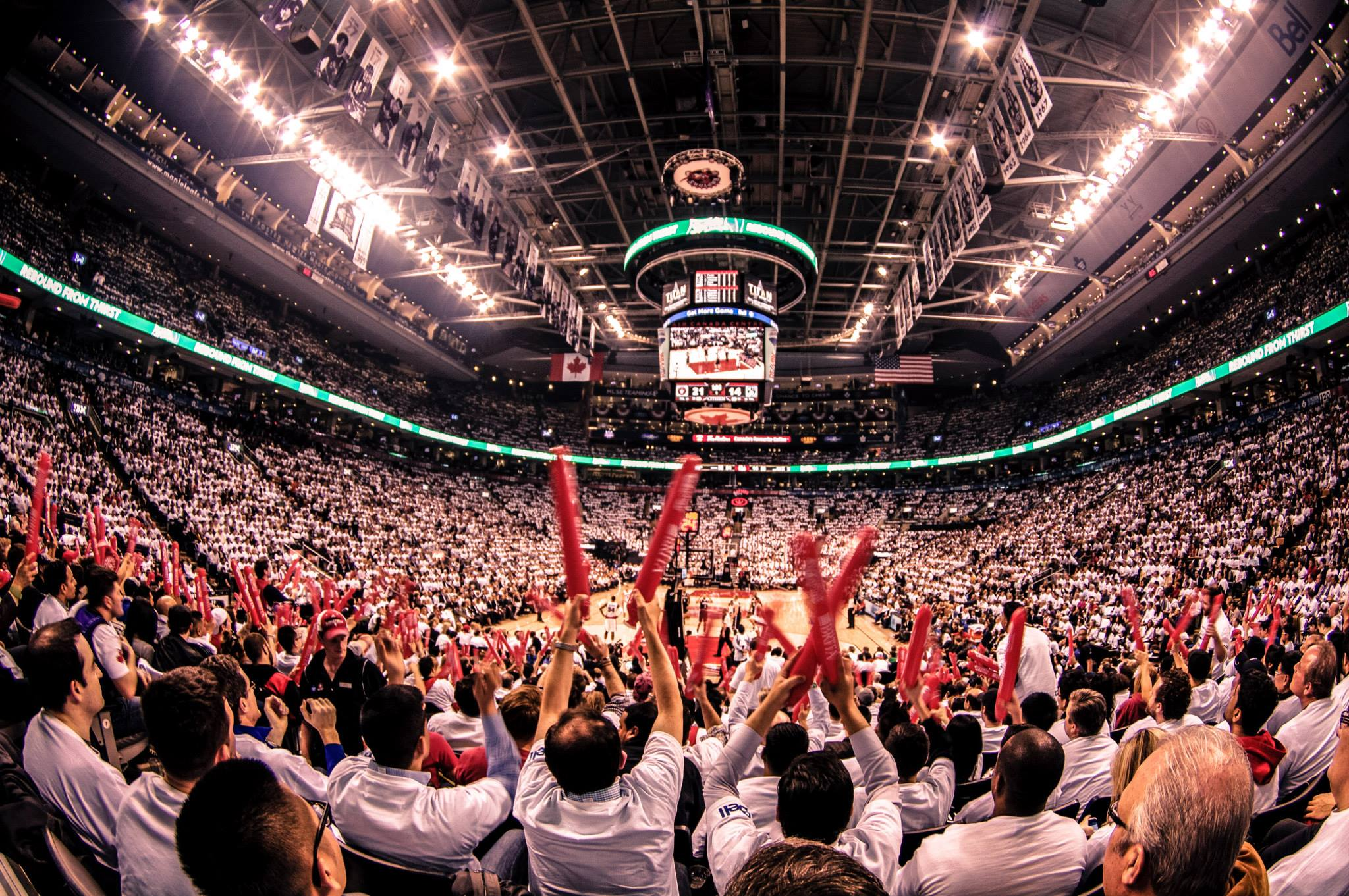
Les fans des Raptors de Toronto lors du premier tour des Playoffs NBA 2014.

- 19 avril : Début des playoffs NBA
- du 24 au 27 avril : finales des EuroCoupes 2e, 3e et 4e division en handibasket. Le Cannet remporte l'EuroCup 3 (c'est le quatrième club français qui se distingue dans cette compétition).

### Mai
- 2 au 4 mai : 39e édition de la Coupe d'Europe des clubs de basket-ball en fauteuil roulant à Madrid en Espagne (1re division). Galatasaray remporte le titre face à Madrid, il s'agit de sa 5e couronne européenne (record de Lahn-Dill et Verkerk égalé).
- 9 mai : finale de la Coupe de France handibasket au Stade Pierre-de-Coubertin à Paris.
- 9 au 11 mai : finales des Coupes de France et Trophées au Stade Pierre-de-Coubertin à Paris.
- 12 mai : début des playoffs de Pro A
- 18 mai : final four de l'Euroligue masculine à Milan, remporté par le Maccabi Tel Aviv face au Real Madrid après prolongation (98-86). Barcelone se classe 3e.

### Juin
- 15 juin (EDT) : les Spurs de San Antonio remportent leur cinquième titre NBA en s'imposant 4 à 1 en finale contre le Heat de Miami. Kawhi Leonard est élu MVP des finales à 22 ans seulement.
- 20 au 28 juin : Championnat du monde de basket-ball en fauteuil roulant féminin 2014 à Toronto au Canada, remporté par la sélection canadienne. L'Allemagne remporte la médaille d'argent et les Pays-Bas se classent troisièmes.
- 26 juin : Draft 2014 de la NBA à New York. Andrew Wiggins, ailier canadien de 19 ans évoluant aux Jayhawks du Kansas (NCAA), est drafté en première position par les Cavaliers de Cleveland. Jabari Parker (États-Unis) est sélectionné en seconde position par les Bucks de Milwaukee et Joel Embiid (Cameroun) en troisième position par les 76ers de Philadelphie. Deux français sont draftés au second tour : Damien Inglis, sélectionné en 31e position par les Bucks de Milwaukee, et Louis Labeyrie, drafté en 57e position par les Pacers de l'Indiana.
- 28 juin au 6 juillet : Championnat du monde de basket-ball féminin des moins de 17 ans 2014 en République tchèque remporté par les États-Unis. L'Espagne remporte la médaille d'argent et la Hongrie la médaille de bronze.

### Juillet
- 5 au 14 juillet : Championnat du monde de basket-ball en fauteuil roulant masculin 2014 à Incheon en Corée du Sud

### Août
- 8 au 16 août : Championnat du monde de basket-ball masculin des moins de 17 ans 2014 aux Émirats arabes unis
- 30 août au 14 septembre : Coupe du monde masculine en Espagne.

### Septembre
- 27 septembre au 5 octobre : Championnat du monde féminin en Turquie.

## Palmarès des sélections nationales
| Lieu                    | Compétition                                   | Médaille d'or, Coupe du Monde | Médaille d'argent, Coupe du Monde | Médaille de bronze, Coupe du Monde |
| Compétitions masculines | Compétitions masculines                       | Compétitions masculines       | Compétitions masculines           | Compétitions masculines            |
| ----------------------- | --------------------------------------------- | ----------------------------- | --------------------------------- | ---------------------------------- |
|                         | Coupe du monde                                | États-Unis                    | Serbie                            | France                             |
|                         | Championnat du monde des moins de 17 ans      | États-Unis                    | Australie                         | Serbie                             |
|                         | Championnat du monde d'handibasket            | Australie                     | États-Unis                        | Turquie                            |
|                         | Championnat d'Afrique des moins de 18 ans     | Égypte                        | Tunisie                           | Mali                               |
|                         | Championnat des Amériques des moins de 18 ans | États-Unis                    | Canada                            | République dominicaine             |
|                         | Championnat d'Asie des moins de 18 ans        | Chine                         | Iran                              | Corée du Sud                       |
|                         | Championnat d'Europe des moins de 20 ans      | Turquie                       | Espagne                           | Serbie                             |
|                         | Championnat d'Europe des moins de 18 ans      | Turquie                       | Serbie                            | Croatie                            |
|                         | Championnat d'Europe des moins de 16 ans      | France                        | Lettonie                          | Espagne                            |
| Compétitions féminines  |                                               |                               |                                   |                                    |
|                         | Championnat du monde                          | États-Unis                    | Espagne                           | Australie                          |
|                         | Championnat du monde des moins de 17 ans      | États-Unis                    | Espagne                           | Hongrie                            |
|                         | Championnat du monde d'handibasket            | Canada                        | Allemagne                         | Pays-Bas                           |
|                         | Championnat d'Afrique des moins de 18 ans     | Mali                          | Égypte                            | Mozambique                         |
|                         | Championnat des Amériques des moins de 18 ans | États-Unis                    | Canada                            | Argentine                          |
|                         | Championnat d'Asie des moins de 18 ans        | Chine                         | Japon                             | Corée du Sud                       |
|                         | Championnat d'Europe des moins de 20 ans      | France                        | Espagne                           | Italie                             |
|                         | Championnat d'Europe des moins de 18 ans      | Russie                        | France                            | Espagne                            |
|                         | Championnat d'Europe des moins de 16 ans      | Russie                        | République tchèque                | Espagne                            |

## Palmarès des clubs
| Pays                         | Compétition                           | Vainqueur                    | Finaliste                       | Résultat                     |
| Compétitions internationales | Compétitions internationales          | Compétitions internationales | Compétitions internationales    | Compétitions internationales |
| ---------------------------- | ------------------------------------- | ---------------------------- | ------------------------------- | ---------------------------- |
|                              | Euroligue                             | Maccabi Tel Aviv             | Real Madrid                     | 98 - 86ap                    |
|                              | EuroCoupe                             | Valencia Basket              | UNICS Kazan                     | *80-67 ; 85-*73              |
|                              | EuroChallenge                         | Grissin Bon Reggio Emilia    | Triumph Lyubertsy Moscow Region | 79 - 65                      |
|                              | Ligue adriatique                      | Cibona Zagreb                | KK Cedevita                     | 72 - 59                      |
|                              | VTB United League                     | CSKA Moscou                  | BK Nijni Novgorod               | 3 - 0                        |
|                              | Ligue baltique                        | KK Šiauliai                  | BC Prienai                      | *62-57 ; 78-*66              |
|                              | Coupe d'Asie des clubs champions      | Mahram Téhéran               | Petrochimi Bandar Imam          | 90 - 73                      |
|                              | Coupe arabe des clubs champions       | Rayan Qatar                  | AS Salé                         | 85 - 78                      |
|                              | Coupe d’Afrique des clubs champions   | Recreativo do Libolo         | Étoile sportive de Radès        | 86 - 68                      |
| Compétitions nationales      |                                       |                              |                                 |                              |
|                              | National Basketball Association (NBA) | Spurs de San Antonio         | Heat de Miami                   | 4 - 1                        |
|                              | NCAA                                  | Huskies du Connecticut       | Wildcats du Kentucky            | 60 - 54                      |
|                              | Liga Nacional de Básquet              | Peñarol Mar del Plata        | Club de Regatas Corrientes      | 4 - 2                        |
|                              | National Basketball League            | Perth Wildcats               | Adelaide 36ers                  | 2 - 1                        |
|                              | Championnat de Belgique               | BC Telenet Oostende          | Okapi Aalstar                   | 3 - 2                        |
|                              | Chinese Basketball Association        | Beijing Ducks                | Xinjiang Flying Tigers          | 4 - 2                        |
|                              | A1 liga Ožujsko                       | KK Cedevita                  | Cibona Zagreb                   | 3 - 0                        |
|                              | Championnat de République tchèque     | ČEZ Basketball Nymburk       | BK Prostějov                    | 3 - 0                        |
|                              | Eredivisie                            | GasTerra Flames              | SPM Shoeters Den Bosch          | 4 - 3                        |
|                              | Pro A                                 | Limoges Cercle Saint-Pierre  | Strasbourg IG                   | 3 - 0                        |
|                              | Basketball-Bundesliga                 | Bayern Munich                | ALBA Berlin                     | 3 - 1                        |
|                              | HEBA                                  | Panathinaïkos                | Olympiakós                      | 3 - 2                        |
|                              | Championnat d’Iran                    | Petrochimi Bandar Imam BC    | Mahram Téhéran                  | 4 - 1                        |
|                              | Ligue israélienne de basket-ball      | Maccabi Tel-Aviv             | Maccabi Haïfa                   | 81-*77 ; *82-84ap            |
|                              | Serie A                               | Olimpia Milan                | Mens Sana Basket                | 4 - 3                        |
|                              | Lietuvos Krepšinio Lyga               | Žalgiris Kaunas              | Klaipėdos Neptūnas              | 4 - 2                        |
|                              | Championnat du Monténégro             | KK Budućnost Podgorica       | KK Zeta 2011                    | 3 - 0                        |
|                              | Philippine Basketball Association     | San Mig Super Coffee Mixers  | Rain or Shine Elasto Painters   | 3 - 2                        |
|                              | Dominet Bank Ekstraliga               | Turów Zgorzelec              | Stelmet Zielona Góra            | 4 - 2                        |
|                              | Superligue                            | Avtodor Saratov              | Ouniversitet-Iougra Sourgout    | 3 - 0                        |
|                              | Naša Sinalko Liga                     | KK Partizan Belgrade         | Étoile rouge de Belgrade        | 3 - 1                        |
|                              | UPC Telemach                          | KK Krka Novo Mesto           | Union Olimpija                  | 3 - 2                        |
|                              | Liga ACB                              | FC Barcelone                 | Real Madrid                     | 3 - 1                        |
|                              | Championnat de Turquie                | Fenerbahçe Ülker             | Galatasaray SK                  | 4 - 3                        |
|                              | Championnat d’Ukraine                 | BK Boudivelnyk Kiev          | Khimik Youjne                   | 3 - 1                        |
|                              | British Basketball League             | Worcester Wolves             | Newcastle Eagles                | 90 - 78                      |

| Pays                         | Compétition                                    | Vainqueur                    | Finaliste                      | Résultat                     |
| Compétitions internationales | Compétitions internationales                   | Compétitions internationales | Compétitions internationales   | Compétitions internationales |
| ---------------------------- | ---------------------------------------------- | ---------------------------- | ------------------------------ | ---------------------------- |
|                              | Euroligue                                      | Galatasaray SK               | Fenerbahçe SK                  | 69-58                        |
|                              | EuroCoupe féminine                             | ŽBK Dynamo Moscou            | Dynamo Koursk                  | *97-65 ; 61-*85              |
|                              | Ligue Adriatique                               |                              |                                |                              |
|                              | Ligue baltique                                 | Kibirkštis-VIČI Vilnius      | Horizont Minsk                 | 67 - 57                      |
| Compétitions nationales      |                                                |                              |                                |                              |
|                              | Women's National Basketball Association (WNBA) | Mercury de Phoenix           | Sky de Chicago                 | 3 - 0                        |
|                              | NCAA                                           | Huskies du Connecticut       | Fighting Irish de Notre Dame   | 79 - 58                      |
|                              | Women's National Basketball League             | Bendigo Spirit               | Townsville Fire                | 94 - 83                      |
|                              | Championnat de Belgique                        | Castors Braine               | BC Namur-Capitale              | 2 - 0                        |
|                              | Championnat de Croatie                         |                              |                                |                              |
|                              | Championnat de République tchèque              |                              |                                |                              |
|                              | Liga Femenina de Baloncesto                    | Rivas Ecópolis               | Perfumerias Avenida Salamanque | 2 - 0                        |
|                              | Ligue féminine de basket                       | Lattes Montpellier BLMA      | Tango Bourges Basket           | *63-54 ; 53-*55 ; 50-*44     |
|                              | Championnat de Grèce                           |                              |                                |                              |
|                              | Championnat de Hongrie                         |                              |                                |                              |
|                              | LegA Basket Femminile                          |                              |                                |                              |
|                              | LSBL Championships                             |                              |                                |                              |
|                              | LMKL                                           |                              |                                |                              |
|                              | TBBL                                           |                              |                                |                              |
|                              | Montenegro League                              |                              |                                |                              |
|                              | Polska Liga Koszykówki Kobiet                  |                              |                                |                              |
|                              | Superligue                                     |                              |                                |                              |
|                              | A League                                       |                              |                                |                              |

| Pays                         | Compétition                           | Vainqueur                    | Finaliste                    | Résultat                     |
| Compétitions internationales | Compétitions internationales          | Compétitions internationales | Compétitions internationales | Compétitions internationales |
| ---------------------------- | ------------------------------------- | ---------------------------- | ---------------------------- | ---------------------------- |
|                              | Coupe des Clubs champions (EuroCup 1) | Galatasaray SK               | CD Fundosa Once Madrid       | 71-64                        |
|                              | Coupe André Vergauwen (EuroCup 2)     | Oettinger RSB Team Thüringen | Besiktas JK                  | 88-67                        |
|                              | Coupe Willi Brinkmann (EuroCup 3)     | HB Le Cannet CA              | GSD Porto Torres             | 97-91ap                      |
|                              | Challenge Cup (EuroCup 4)             | BG Hamburg SV                | Mainhatten Skywheelers       | 62-54                        |
| Compétitions nationales      |                                       |                              |                              |                              |
|                              | Nationale A (NA)                      | HB Le Cannet CA              | CS Meaux                     | 64-59                        |
|                              | Coupe de France                       | Hyères HC                    | HB Le Cannet CA              | 65-62                        |

* : Score de l'équipe évoluant à domicile

## Décès
- 19 janvier : Jean-Luc Desfoux, dirigeant de la Ligue Nationale de Basket de 2002 à 2011[1].
- 26 janvier : Tom Gola, joueur américain évoluant en NBA entre 1955 et 1966. Champion en 1956 avec les Warriors de Philadelphie et cinq fois all-star entre 1960 et 1964.
- 14 mars : Sam Lacey, joueur américain évoluant en NBA entre 1970 et 1983. All-star en 1975.
- 11 avril : Lou Hudson, joueur américain évoluant en NBA entre 1966 et 1979. Six fois all-star entre 1969 et 1974.
- 28 avril : Jack Ramsay, entraîneur américain évoluant en NBA entre 1955 et 1988. Champion en 1967 en tant que manager général des 76ers de Philadelphie et en 1977 en tant qu'entraîneur des Trail Blazers de Portland. Membre du Basketball Hall of Fame depuis 1992.
- 28 mai : Bob Houbregs, joueur canadien évoluant en NBA entre 1953 et 1958.
- 26 juin : Lidia Alexeyeva, joueuse soviétique de 1943 à 1957 et sélectionneuse de l'URSS de 1962 à 1984. Membre du FIBA Hall of Fame depuis 2007 et du Basketball Hall of Fame depuis 2012.